# 暴蜥伏龍屬
暴蜥伏龍屬（意為「盜賊般的帝王」或「強盜之王」）又名盜王龍或盜暴龍，是暴龍超科恐龍的一屬，生存於白堊紀早期或晚期的東亞。其外觀類似後來的暴龍科，有可能是特暴龍的幼年個體。
暴蜥伏龍的化石是一個未成年個體化石，最初被認為是在中国东北的義縣組下層發現，地質年代被估計是1億2500萬年前的下白堊紀。近年研究提出不同結論，認為這個化石發現於外蒙古的的二連組（Iren Dabasu Formation）地層或是相近地層，地質年代相當於上白堊紀。由於這個標本是幼年個體，體型與年齡接近當地的特暴龍幼年個體，暴蜥伏龍被認為可能是特暴龍的幼年個體。

## 詞源
模式種是克氏暴蜥伏龍（R. kriegsteini），又名克氏盜王龍，是在2009年由保羅·塞里諾（Paul Sereno）等人所敘述、命名。屬名是取自拉丁文的「盜匪」及「帝王」，種小名是為紀念羅曼·克里斯坦（Roman Kriegstein），他是個猶太人大屠殺的生還者，他的兒子亨利·克里斯坦（Henry Kriegstein）將標本捐贈給芝加哥大學。

## 特徵

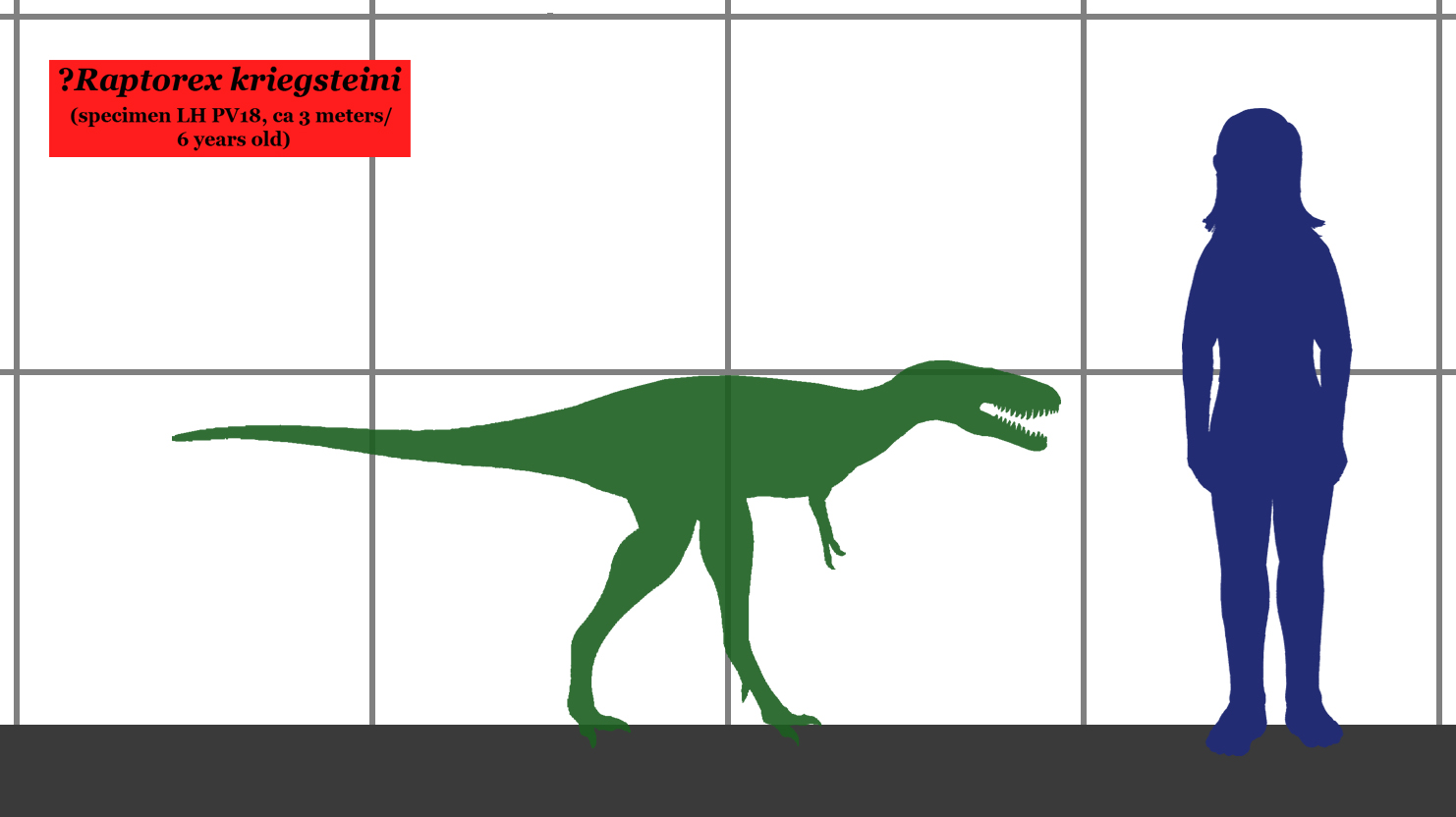
暴蜥伏龍與人類的體型比較圖

根據目前的唯一化石，暴蜥伏龍的身體比例類似暴龍科的未成年個體。頭顱骨較大、較結實。後肢長、適合奔跑，前肢瘦小，只有兩指。這與一些白堊紀早期的較原始暴龍類不同，例如帝龍，其頭部較小、狹長，而前肢則有三指，帝龍仍保有許多基礎型虛骨龍類的特徵。
雖然暴蜥伏龍的身體比例與巨型的暴龍科相似，但其體型非常小，被估計只有3公尺長，體重約65公斤重；古生物學家葛瑞格利·保羅也估計暴蜥伏龍全長2.7公尺，重70公斤，是身形很纖細的暴龍類。正模標本（編號LH PV18）個體更只有2.5公尺長，被估計約於6歲時死亡。

## 研究歷史

### 發現過程

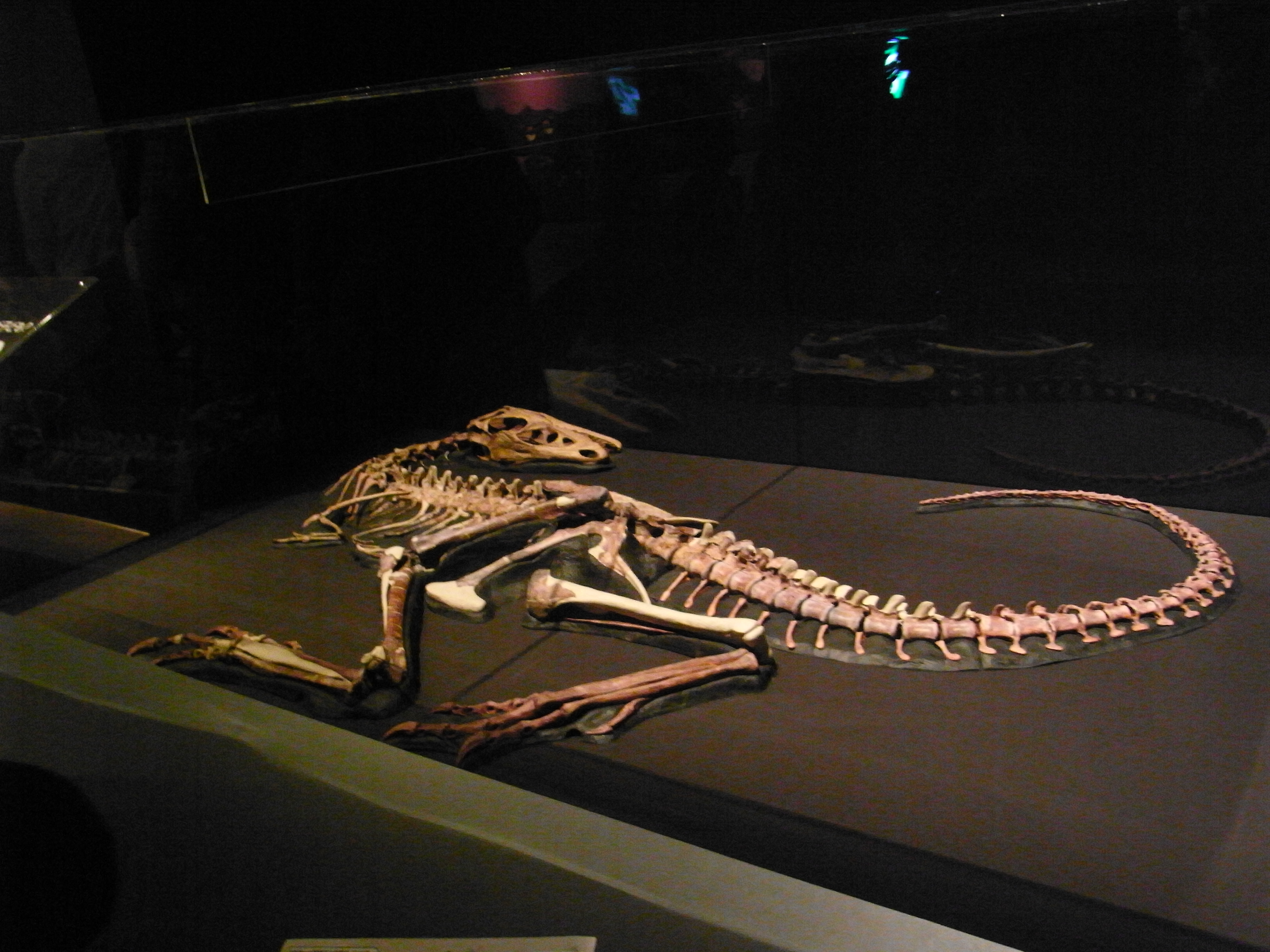
暴蜥伏龍的正模標本骨架

暴蜥伏龍的化石起源有很大爭議。根據古生物學家彼得·賴森（Peter Larson）的追溯與探索，這個化石是由蒙古化石商人在日本東京賣給美國商人，這位美國商人再帶回美國，在一場亞利桑那州的礦物與化石交易會賣出。經過多次交易後，眼科醫生兼化石收集家亨利·克里斯坦獲得這個化石。在這個時候的新聞，報導這個化石是一個來自蒙古的特暴龍未成年標本。亨利·克里斯坦將化石捐給古生物學家保羅·塞里諾（Paul Sereno），塞里諾提出不同意見，認為這個化石是個亞成年個體，發現於滿洲的義縣組。經過正式研究、命名後，賽里諾將化石交給中國古生物學界。暴蜥伏龍的唯一化石，目前由內蒙古的龍昊地質古生物研究所擁有、管理。

### 命名研究
在2009年，保羅·塞里諾、亨利·克里斯坦等人提出暴蜥伏龍的命名研究。塞里諾等人根據埋藏在母岩裡的許多標準化石，例如魚類、貝殼…等化石，提出暴蜥伏龍化石應該來自於中国东北的義縣組，地質年代約為白堊紀早期。在這個化石的母岩裡，可發現一節魚類脊椎、一個被壓碎的軟體動物貝殼。被壓碎的軟體動物貝殼無法鑑定是哪個物種，而魚類脊椎被鑑定出屬於狼鰭魚（Lycoptera），狼鰭魚是白堊紀早期義縣組的標準化石。但在這份研究裡，塞里諾等人並沒有將這個魚類脊椎做出特徵描述。
在這份暴蜥伏龍的第一個研究裡，塞里諾等人推測這個標本是個亞成年個體，年齡約6歲。暴蜥伏龍是種早期、原始暴龍超科恐龍，可能代表暴龍超科演化至暴龍科的重要歷程。賽里諾等人提出，暴蜥伏龍是種白堊紀早期的小型暴龍超科恐龍，身體比例、外形卻類似白堊紀晚期的暴龍科，代表暴龍類在白堊紀早期已演化出大概的身體外形，例如：大型頭顱骨、前肢有兩指、長後肢，之後才演化出巨大體型。這結論與過去研究互相衝突，當時已知的原始暴龍超科都是頭顱骨小、前肢長、前肢有三指的動物。

### 重新研究
在2010年10月，科學期刊《自然》網站公布一則新聞，黑山地質學研究機構（Black Hills Institute of Geological Research, Inc.）主席彼得·賴森宣稱發現暴蜥伏龍的化石來源，而牠們並非原始暴龍超科動物。由於這個化石的來源處不明，加上只根據魚類脊椎、貝殼而推定生存年代，賴森對暴蜥伏龍非常好奇。賴森追溯化石的轉手過程後，提出這個化石可能來自於外蒙古的白堊紀晚期地層，地質年代約7000萬年前。賴森提出暴蜥伏龍的化石需要重新鑑定，並對母岩裡的花粉做定年測試。
在2011年6月，彼得·賴森等人提出暴蜥伏龍的重新研究，公布於期刊《PLoS ONE》。在塞里諾等人的最初研究裡，提到暴蜥伏龍的脊椎幾乎癒合，顯示牠們是亞成年個體，年齡估計約6歲；彼得·賴森等人則提出這個標本是個未成年個體，年齡估計約3歲。賴森等人並質疑化石的生存年代，他們認為最初研究並沒有明確提到魚類脊椎的形狀、大小、特徵，因此無法明確歸類於狼鰭魚。賴森等人認為這魚類脊椎屬於諧魚形目（Ellimmichthyiformes），諧魚形目生存於白堊紀各時期，因此無法當作辨別年代的標準化石。賴森等人認為暴蜥伏龍不是生存於白堊紀早期，而是白堊紀晚期。此外，他們也提出暴蜥伏龍與暴龍科幼年個體的相似處，根據化石的可能發現處與生存年代，暴蜥伏龍有可能是勇士特暴龍的幼年個體。但是，目前還沒有建立完整的暴龍科成長模式研究，還不能比對暴蜥伏龍、特暴龍是否為同種動物。至於塞里諾等人所提出的暴龍類生長理論，暴龍類先演化出大型頭顱骨、前肢有兩指、長後肢，之後才演化出巨大體型，因為暴蜥伏龍可能生存於白堊紀晚期，這個理論遭到推翻。

## 外部連結
- 暴蜥伏龍的圖片 （页面存档备份，存于）
- 早期的小型暴龍類有類似暴龍的外形 （页面存档备份，存于）Science Daily
- 暴蜥伏龍 （页面存档备份，存于） Dinodata